# Вулиця Перемоги (Запоріжжя)
Ву́лиця Перемо́ги — вулиця в центрі міста Запоріжжя, у Вознесенівському районі. Починається від вулиці Величара та закінчується вулицею Професора Анатолія Бойка. Протяжність вулиці складає 6,5 км. 
Вулиця Перемоги перетинає основні вулиці міста:
- Героїв Крут
- бульвар Шевченка
- Сталеварів
- бульвар Марії Примаченко
- Вулиця В'ячеслава Зайцева
- бульвар Центральний
- Соборний проспект (під шляхопроводом через Вознесенівський узвіз).

Прилучаються вулиці: Гетьманська, Ужгородська, Дивногорська, Поточна, Нижньодніпровська, Паркова, Михайла Гончаренка, Якова Новицького, Патріотична, Яценка, Скіфська, Ніни Ковтун, Єлизавети Щедрович, провулок Вірменський.

## Історія
Вулиця отримала назву у 1950-х роках на честь Перемоги радянського народу у Другій світовій війні.
У 1967 році, за даними Управління молоді, фізичної культури та спорту облдержадміністрації, почалася історія Палацу спорту «Юність». Об'єкт зводили на той час за типовим проєктом. У січні 1971 року на вулиці Перемоги відкритий Палац спорту «Юність», в якому працювала школа зимових видів спорту, де навчали хокею і фігурному катанню Було придбано покриття для ігрових видів, і вже тоді, на паркеті «Юності» виступали місцеві гандбольні команди, грали в баскетбол, волейбол і міні-футбол. У серпні 1971 року відбулися перші ігри. На початку 2000-х років фінансування Палацу спорту «Юність» фактично припинилося, аж до жовтня 2016 року, коли запорізьке АТ «Мотор Січ» придбало палац спорту «Юність» у міста за 25 млн. 758 тис. 864 гривень. З 2012 року Палац спорту перебував на реконструкції. На реконструкцію було інвестовано 450 млн. гривень. 24 серпня 2018 року урочисто, після капітальної реконструкції, відкритий оновлений Палац спорту «Юність»

## Пам'ятки
14 жовтня 1974 році на честь воїнів-авіаторів 17-ї та 8-ї повітряної армій, які загинули в 1941—1943 роках у Другій світовій війні в запорізькому небі, було встановлено літак МіГ-15. У 1984 році літак був замінений відновленим винищувачем часів війни Ла-5.
У 2005 році на перетині вулиці Перемоги та бульвару Шевченка було відкрито пам'ятник до 60-ї річниці Перемоги у Другій світовій війні (скульптори Ф. Зайцев та Б. Чак).

## Транспорт
У 1960 році було відкритий тролейбусний рух по вулиці Перемоги із подовженням маршруту № 1 від проспекту Металургів до бульвару Гвардійського (з 29 вересня 2022 року — вулиця Героїв полку «Азов»), який був скасований наприкінці 1980-х років.
У 1974 році по вулиці Перемоги відкрито рух маршруту № 9 від вулиці Рекордної до металургійного комбінату «Запоріжсталь». Згодом маршрут став кільцевим (зовнішнім та внутрішнім колом) під № 9А та 9Б, які курсували до кінцевої зупинки «Запоріжсталь» до вересня 2010 року (через негоду припинили курсування до промзони, а згодом лінія була і зовсім демонтована).
У 1979 році відкрито рух тролейбусного маршруту № 13 до Набережної, а у 1983 році до Набережної подовжено рух від вулиці Богдана Хмельницького та маршруту № 10 (діяв до початку 2000-х років).
З 4 грудня 2010 року зовсім припинився рух тролейбусних маршрутів по вулиці Перемоги, у зв'язку з будівництвом нових мостів через річку Дніпро. Якраз в районі шляхопроводу на перетині вулиць Перемоги, Тюленіна та проспекту Металургів повинні були стояти опори нового шляхопроводу. Довелося демонтувати контактну мережу, прибрати опори. Згодом проект будівництва мостів було переглянуто, що дало змогу, починаючи з середини 2015 року, розпочати роботи по відновленню руху електротранспорту.
28 липня 2015 року відновлено рух тролейбусного маршруту № 13, який курсував від Палацу культури «Запоріжвогнетрив» (Павло-Кічкас) до Набережної. До цього контактна мережа була фактично повністю відсутня на ділянці від вулиці Верхня до вулиці Перемоги, де провели першу чергу робіт з відновлення опор та контактної мережі.
Після відновлення тролейбусного маршруту № 13, були продовжені роботи з другої черги на ділянці від бульвару Шевченка до вулиці Сєдова, які  закінчилися 13 серпня 2015 року з відкриттям тролейбусного маршруту № 9 від Палацу культури «ЗАлК» (на проспекті Металургів) до кінцевої зупинки «Вулиця Сєдова». З 19 січня 2021 року тролейбусний маршрут № 13 остаточно припинив роботу, а лінія від Південного шосе на Павло-Кічкас демонтована.

## Будівлі та об'єкти
- буд. № 4 — Запорізький центр імені Макса Гранта
- буд. № 14 — Запорізька об'єднана державна податкова інспекція ГУ ДФС України в Запорізькій області[19]
- буд. № 15-А — Дитячий садок № 177 «Дзвіночок»
- буд. № 34 — Меблевий салон «Арман Меблі», спортивний зал «Перемога»
- буд. № 35-А — ВТБ-банк
- буд. № 48 — Меблевий салон «Кухні для Вас»
- буд. № 49-А — Кафе «Фонтан»
- буд. № 50 — Регіональне відділення Фонду державного майна України в Запорізькій області
- буд. № 52-А — ПромІнвестБанк
- буд. № 54 — АЗС «Запоріжнафтопродукт»
- буд. № 56-А — Гуртожиток музичного училища ім. Платона Майбороди
- буд. № 61 — Торговельні підприємства на площах колишнього ВО «Гамма»
- буд. № 63 — Запорізький Діловий Центр
- буд. № 64 — Супермаркет «Сільпо» (колишній — ТЦ «Амстор»)
- буд. № 66 — Палац спорту «Юність»
- буд. № 68 — Школа вищого спортивного майстерства
- буд. № 69-А — Початкова школа «Логос»
- буд. № 70 — Дитячий садок № 281 «Журавлик»
- буд. № 70-А — АЗС «УкрНафта»
- буд. № 70-Б — Виставковий зал «Козак Палац»
- буд. № 72 — Магазин автозапчастин «Finish»
- буд. № 72 — Вознесенівський базар (наразі ліквідований)
- буд. № 74 — АЗС «Shell»
- буд. № 74-Б — Автосалон «Ніко-Січ»
- буд. № 76-А — Автосалон «Тойота»
- буд. № 77 — Центр реабілітації по системі доктора Бубновського «Здоров'я нації»
- буд. № 78 — КНП «Запорізький обласний медичний центр серцево-судинних захворювань»
- буд. № 80 — КНП «Міська клінічна лікарня екстреної та швидкої медичної допомоги»
- буд. № 80 — Медичний центр «Юліс»
- буд. № 81-В — Футбольна школа «Динамо»
- буд. № 83 — Автосалон компанії «АІС»
- буд. № 85-В — Дитячий садок
- буд. № 90 — АЗС WOG
- буд. № 92-Б — Кафе «Очаг»
- буд. № 94 — Техноцентр «Навігатор»
- буд. № 95 — Магазин «Олімпія»
- буд. № 96 — Запорізьке міське управління патрульної служби Національної поліції України
- буд. № 129 — Державна фінансова інспекція України в Запорізькій області[20]
- буд. № 129-А — Офісна будівля
- буд. № 131 — Палац культури «Титан»
- буд. № 131-В — Офісний центр